# Revuelta del 3 de febrero de 1522
La revuelta del 3 de febrero de 1522 fue un enfrentamiento que tuvo lugar en dicha fecha dentro de la ciudad de Toledo, entre comuneros y realistas, y que tuvo como consecuencia la derrota definitiva de los antiguos rebeldes y la huida de María Pacheco de la ciudad.
La capitulación de Toledo a finales de octubre de 1521 no selló por completo la paz dentro de la ciudad. Por un lado los comuneros, con la viuda de Juan de Padilla a la cabeza, seguían conservando las armas y el prestigio de sus días. Por el otro, las nuevas autoridades pretendían llevar a cabo la represión y al mismo tiempo anular el acuerdo alcanzado al considerarlo inadmisible.
Todo comenzó en la noche del día 2 de febrero, cuando multitud de hombres armados se congregaron junto a la casa de María Pacheco. Las autoridades detuvieron a un presunto agitador y lo condenaron a morir en la horca, por lo que al día siguiente —pese a las negociaciones entre los dirigentes de ambos bandos— los comuneros intentaron arrebatar al reo de la cárcel, dando inicio así a los primeros enfrentamientos con las fuerzas del orden. La batalla siguió por varias horas más, hasta que al anochecer la condesa de Monteagudo sentó una tregua que supuso la derrota definitiva de los comuneros, pero que fue aprovechada por María Pacheco para escapar a Portugal, donde se exilió hasta su muerte, en 1531.

## Contexto

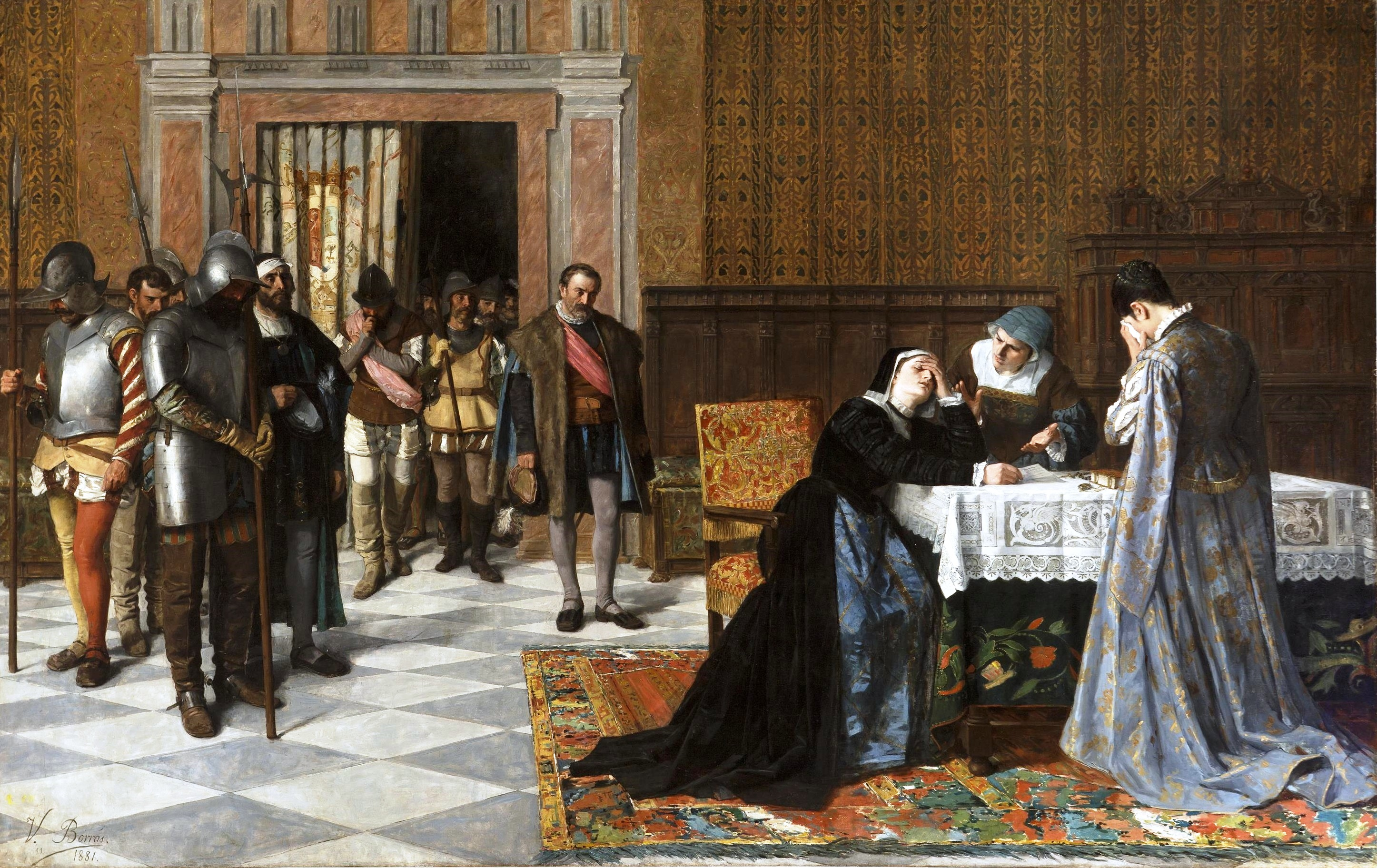
María Pacheco recibiendo la noticia de la muerte de su marido en Villalar; óleo del de Vicente Borrás.

El 31 de octubre de 1521, previas negociaciones, el arzobispo de Bari pudo entrar en Toledo, ciudad que tras la batalla de Villalar había decidido proseguir la resistencia de mano de la viuda del capitán Juan de Padilla, María Pacheco. En realidad, el pretendido ambiente de conciliación no era tal. Los antiguos comuneros, incluida María, seguían conservando las armas y el prestigio que la revuelta les había conferido. El doctor Juan Zumel, por su parte, tenía que hacer frente a la delicada tarea de llevar a cabo la represión. A este motivo de disgusto para los antiguos rebeldes se agregaba el hecho de que además los virreyes habían empezado a considerar inadmisible el acuerdo firmado el 25 de octubre, por cuanto era demasiado favorable a los rebeldes y había sido autorizado bajo las presiones de la invasión francesa a Navarra.
Este clima de inseguridad y desconfianza, que parecía propio de una ciudad ocupada, fue terreno propicio para números incidentes. Como aquella noche que, saliendo Zumel de la casa de María, se encontró con una multitud de cien a ciento cincuenta personas, una de las cuales le espetó amenazadoramente:

Guárdese lo capitulado, syno juro a Dios que de vn almena quedeys colgado.
Declaración de Francisco Marañón, respuesta a la pregunta número 13.

En otra ocasión, en circunstancias nada claras, los canónigos mandaron arrestar a un clérigo y le condujeron a la prisión del arzobispado. En mitad de la noche una pequeña patrulla partió del domicilio de doña María e intentó forzar la puerta de la prisión para liberarlo.

## Desarrollo de los acontecimientos

### Primeros alborotos
Fue así que en la tarde del domingo 2 de febrero de 1522 (día de la Candalaria) un zapatero llamado Zamarrilla intentó levantar a la población contra las autoridades:

¡Levantaos! ¡Levantaos que hay traición!

A la casa de María acudieron numerosos grupos de agitadores con Antonio Moyano a la cabeza y en número de hasta 2000 hombres, pero ella y Gutierre López se opusieron abiertamente a una movilización que no podía sino perjudicarles. El segundo de ellos preguntó donde se hallaba Moyano; este se arrebujó en su capa y le dijo a los otros que contestasen que no se encontraba entre ellos. Gutierre llamó a María Pacheco, y entonces Moyano se personó por fin frente a ella:

Moyano, ¿qué gente es ésta? ¿Andáis por echarme a perder? Veis los capítulos que están hechos (...) y hacéis agora eso para dañarlo todo (...). Por amor de mi que os vayáis, que alborotáis la ciudad desta manera. Estamos en lo que conviene a la ciudad e vosotros la echaréis a perder a ella y a todos vosotros. Por eso, por amor de Dios que os vayáis, e cada uno se vaya por sí, que no vayáis todos juntos.
Declaración de un testigo en el pleito seguido por el mayorazgo de Juan de Padilla.

Moyano alegó motivos:

Señora, vinieron aquí a las alegrías por el papa á esta casa de vuestra merced.

Finalmente, los moderados acabaron imponiéndose y la multitud se dispersó por las calles aledañas no sin antes pactar que traerían una culebrina, para casar el tiro San Juan. Poco después, Gutierre López de Padilla y Pero Núñez de Herrera se entrevistaron con el arzobispo de Bari para comunicarle un mensaje de María Pacheco. Las conversaciones, que al parecer giraron en torno la suerte final de la viuda de Padilla, se prolongaron hasta las tres de la madrugada sin resultados concretos.
Mientras tanto ambos interlocutores, junto con el licenciado Alonso López de Ubeda, salieron a pedir a María Pacheco que hiciese retirar nuevamente la gente reunida por Moyano. Pero el jefe comunero Villaizan se apoderó de la culebrina y de un carro que había en la alhóndiga y desde la calle Santo Tomé la paseó por la ciudad al grito de «¡Comunidad! ¡Comunidad! ¡Padilla! ¡Padilla!». Finalmente, María insistió y los comuneros abandonaron la culebrina en la calle.
Quizá nada habría ocurrido si los soldados del arzobispo no hubiesen decidido detener a uno de los agitadores que estaba con ellos («uno de los más dañosos»). Sobre su identidad no hay datos seguros, pues algunos hablan de Juan de Ugena, otro de un tal Galán, y la mayoría —inclusive un testigo del proceso contra el regidor Juan Gaitán— se refiere al detenido como «el lechero». Algunos cronistas dan por cierta una versión que habla que era el padre de un chico que ese mismo día, en medio de las celebraciones por la elección del cardenal Adriano de Utrecht como papa, había gritado el nombre de Padilla, lo que hizo que fuese golpeado y castigado por las autoridades. Según dicho relato, el padre habría protestado ante este trato vejatorio, por lo que fue también detenido y condenado a la horca. No obstante, esta visión tan acotada de los hechos y que reduce la revuelta a un simple malentendido no parece la más probable ni mucho menos.

### La proclama
Al día siguiente, día de San Blas, el arzobispo intentó continuar la entrevista, pero Núñez de Herrera rechazó el ofrecimiento y los dos bandos se prepararon para el combate. El arzobispo se presentó entonces en el ayuntamiento protegido por una escolta, mostró sus atribuciones de gobernador de Toledo e hizo pregonar el texto del tratado firmado por la Comunidad. Pero las reacciones de los comuneros fueron desfavorables, porque al parecer no se trató del acuerdo original suscrito el 25 de octubre sino de uno nuevo que el arzobispo, junto con el prior de San Juan y el doctor Zumel, había hecho firmar a los antiguos integrantes de la congregación y que sentaba la derrota completa de la Comunidad.
María Pacheco escuchó el pregón desde su ventana, junto con Pero Núñez y de García López de Padilla. Advirtiendo a la multitud congregada junto a ella de la farsa del mismo, exclamó con ira:

Que pregonavan papeles e que todo no hera nada.
Declaración de un testigo en el pleito seguido por el mayorazgo de Juan de Padilla.

### Los enfrentamientos
Los enfrentamientos tuvieron lugar en el mediodía, cuando los comuneros se opusieron a que las autoridades ejecutaran al agitador detenido la noche anterior. El arzobispo respondió enviando un emisario a la condesa de Monteagudo María de Mendoza, para que ella le hiciese ver a Pacheco —su hermana— cuan inconveniente era su actitud. Tanto la condesa como María Pacheco exigieron la inmediata liberación del condenado.
En estas circunstancias Pero Núñez de Herrera, provisto de un salvoconducto, fue a parlamentar con el arzobispo de Bari, pero entonces unos mil comuneros —armados con picas y tiros— se dirigieron a la prisión por la calle Tendillas de Sancho Minaya y se enfrentaron con las fuerzas del orden al grito de «¡Padilla, Padilla!». Inclusive una fracción del clero intervino en la contienda apoyando a los soldados del arzobispo, que gritaban «¡Muerte a los traidores!». Gutierre de Padilla, como realista, cumplió un rol muy importante en esta jornada. En los primeros momentos logró apaciguar a muchos prometiendoles que el arzobispo perdonaría al reo, y lo mismo llegó a afirmar a la esposa de aquel, Francisca. Naturalmente eso no ocurrió, y la multitud, al mismo tiempo que prometió no dejar vivo a ninguno de los que apoyasen al arzobispo, tachó a Gutierre de traidor y lo amenazó con la muerte. «Por Dios, que sería bien que cortásemos la cabeza á este traidor», llegó a decirle el notario Gonzalo Gudiel al alcalde mayor Godínez. En una estrategia para desmovilizar a los grupos rebeldes, Gutierre le pidió a aquel que advirtiese a los capitanes Figueroa y Juárez que con su levantamiento no hacían más que mandar a su gente a una muerte segura. De esa forma retrajo a los comuneros hacia la plazuela de la casa de María para decirles:

Deteneos, señores; volvamos y guardemos nuestra casa é nuestra artillería, que agora no es
tiempo, qué somos pocos, é si nos toman la casa y artillería, somos todos perdidos; sosegaos é poned ende las armas é comamos é asegurémonos, que de aquí veremos lo que querrán.
Declaración de un testigo en el pleito seguido por el mayorazgo de Juan de Padilla.

Algunos propusieron a María Pacheco escapar de Toledo. Ella se dispuso a hacerlo, temiendo que incendiasen la casa si no accedía, pero Gutierre, la condesa de Monteagudo y Núñez de Herrerla lograron contenerla. Asimismo, la gente que el primero de ellos tenía acorralada en la plazuela de sus casas pugnaba por salir como los demás al grito de «¡Padilla! ¡Padilla!», pero él intento contenerla a duras penas con las armas, diciéndoles:

No digáis nada de esto, cuerpo de Dios, sino ¡viva el Rey y la Inquisición!

Lentamente, los realistas fueron cercando a los comuneros dentro de la casa de Padilla, a través de un corral de la cercana casa de Pedro Laso de la Vega. Mientras tanto, el condenado fue ahorcado. María Pacheco rompió en llanto y culpó de todo a Gutierre, quien en su momento la había retenido para que no saliese hacia el lugar de los hechos y arrebatase al lechero de las manos del arzobispo. Otro testigo —llamado Juan de Lizarazo— refiere también como Villaizan dio un espaldarazo a cierto criado del arzobispo y Pedro, hermano de Gutierre, salió armado y a caballo en defensa de aquel, gritandole para que retrocediese. Finalmente hizo que se retirasen de escena varios vecinos comuneros del arrabal e impidió que los implicados hiciesen uso de tres o cuatro falconetes, evitando así el derramamiento de sangre.

### Huida de María Pacheco

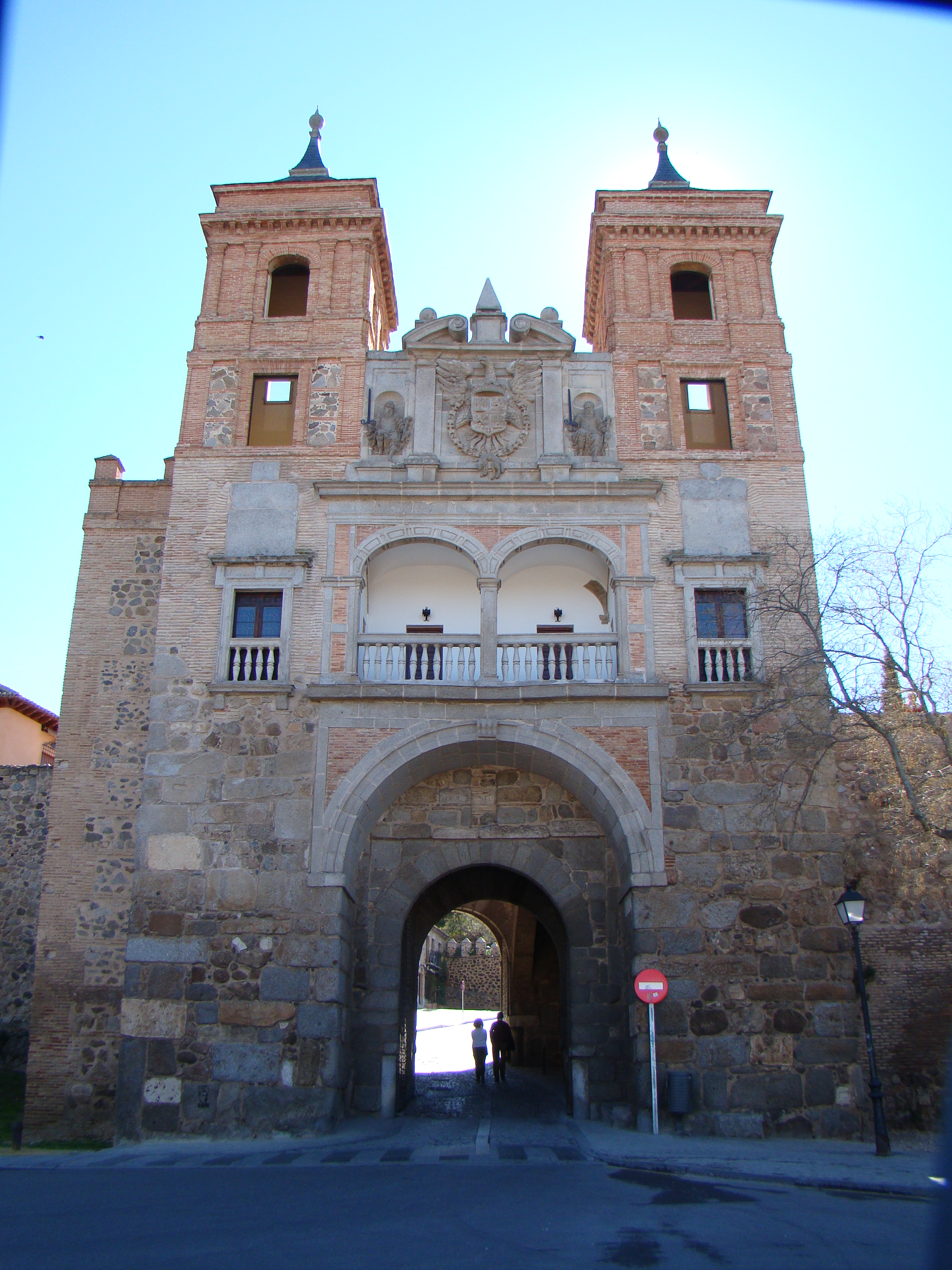
Puerta del Cambrón, por la cual al día siguiente de la jornada de San Blas escapó María Pacheco.

El combate duró cuatro horas, hasta que la condesa de Monteagudo sentó una tregua que fue aceptada de inmediato y significó la derrota definitiva de los comuneros. María Pacheco, por su parte, aprovechó la refriega para a la mañana siguiente escapar de Toledo. A través de un pasadizo pasó a la iglesia de Santo Domingo el Antiguo y, con el hábito de aldeana, bajó por la calle de Santa Leocadia y consiguió salir finalmente por la puerta del Cambrón. Seguidamente se deslizó por el muladar frente a la puerta, hasta dar en el llano junto al río. Allí la esperaban las damas y criados de su hermana, que la acompañaron hasta un mesón o casa de posadas, desde donde pudo seguir a caballo hasta encontrarse con toda su gente más allá de los Molinos de Lázaro Buey junto al Tajo, actuales Molinos de Buenavista. En Escalona su tío, el marqués de Villena, se negó a hospedarla, por lo que la fugitiva se dirigió a La Puebla de Montalbán. Poco después se exilió en Portugal con algunos criados, dónde viviría en extrema pobreza hasta ser acogida por el obispo de Braga y morir en 1531. No se puede descartar que haya estado en connivencia tácita con el arzobispo de Bari.

## Consecuencias
El enfrentamiento del 3 de febrero y la huida de doña María sellaron el fin del movimiento comunero en Castilla. Así lo conmemoraron los canónigos toledanos cuando grabaron en el claustro de la catedral de Santa María de Toledo la siguiente inscripción:

Lunes, tres de febrero de mili e quinientos e veynte e dos, día de Sant Blas, por los méritos de la Sacrat. Virgen, nuestra señora, el deán e cabildo con todo el clero desta santa yglesia, cavalleros, buenos ciudadanos, con mano armada, juntamente con el arzobispo de Bari que a la sazón tenía la justicia, vencieron a todos los que con color de comunidad tenían esta cibdad tiranizada e plugo a Dios que ansy se hiziese en reconpensa de las muchas ynjurias que a esta santa yglesia e a sus menistros avían hecho e fue esta divina Vitoria cabsa de la total pacificación desta cibdad e de todo el reyno, en la qual con mucha lealtad por mano de los dichos señores fue sentido Dios e la Virgen nuestra señora e la magestad del enperador don Carlos semper augusto rey nuestro señor.
Inscripción grabada en el claustro de la catedral el 3 de febrero de 1522.

El doctor Zumel, como primer acto de la represión, procedió a derribar la casa de Juan de Padilla y levantar una columna con una placa difamatoria que hacía memoria de las pretendidas desgracias que la rebelión alentada por el regidor toledano había causado al reino. Por dos meses, persiguió con rigor a los antiguos comuneros que todavía permanecían en la ciudad.
El domingo 23 de febrero, finalmente, se celebró una concordia de fidelidad al monarca entre los caballeros, tras lo cual el arzobispo de Bari dio misa y se llevaron a cabo banquetes y juegos públicos. En abril, Toledo había vuelto al orden.